# محمدقاسم غازی مازندرانی
محمدقاسم‌خان غازی مازندرانی (؟ - ۱۸۵۵م) شاعر ایرانی در سدهٔ سیزدهم هجری/نوزدهم میلادی در دورهٔ محمدشاه و ناصرالدین‌شاه قاجاری بود.

## زندگی و شاعری
محمدقاسم بن محمدحسنخان غازی مازندرانی در سالی نامعلوم در اقلیم مازندران زاده شد. او در دربار محمدشاه خدمت‌گزاری نمود، «در انواع شعر طبع‌آزمایی کرده ولی بیشتر اشعارش قصیده می‌باشد که در مدح محمدشاه سروده‌است.»

غازی از دوستان نزدیک رضاقلی‌خان هدایت شمرده می‌شد و «اغلب اوقات فراغت را در مصاحبت او به سر می‌برد.»

غازی مازندرانی در سال ۱۲۷۱ق/ ۱۸۵۵م در مازندران درگذشت؛ ماده‌تاریخ آن از نظمی تبریزی:
| نام نامی غازی در ترانه‌پردازی          |  | موجب تفاخر شد، مایهٔ سرافرازی      |
| آنچنان فضیلت گر با تو هم میسر شد      |  | پیش فاضلان شاید بر کمال خود نازی  |
| او چو رفت از این عالم، بهر سال تاریخش |  | گفت نکته‌پردازی: حیف و حیف آن غازی |